# ليوكيبوس
ليوكيبوس (باليونانية: Λεύκιππος)‏، هو فيلسوف يوناني، ولد في ميليتوس أو (إيليا أو أبديرة)، وهو مؤسس النظرية الذرية، وكان معاصرا لزينون وإيمبيدوكليس وأناكساغوراس. وغطت شهرة تلميذه ديموقريطوس على شهرته، الذي طور النظرية بعد ذلك إلى نظام، حتى أن إبيقور أنكر وجوده، لكن إبيقور ميز ليوكيبوس عن ديموقرطس وأرسطو وثيوفراستوس بأن نسب له اختراع المذهب الذري. لذا فلا يظهر أن هناك سبب للشك بوجوده، رغم أنه لا يوجد شيء معروف عن حياته، وحتى مسقط رأسه مجهول.
توجد فترة زمنية بين ليوكيبوس وديموقريطس تبلغ على الأقل أربعين سنة؛ وفقا للمصادر الأولى، فقد كانت بدايات الذرية ترتبط مباشرة بمذاهب الإلياتيين، وأن النظام الذي طوره ديموقريطس تأثر بوجهات النظر السفسطائية في عصره، خصوصا آراء بروتاغوراس. بينما أفكار ليوكيبوس عن الوجود تتوافق عموما مع آراء الإلياتيين، وقد افترض التعدد (الذرات) والحركة، وحقيقة عدم الوجود (الفراغ) والتي تتحرك فيها الذرات.